# Troféu Ses Salines-Campos-Porreres-Felanitx de 2019
A 28.ª edição da clássica ciclista Troféu Ses Salines-Campos-Porreres-Felanitx foi uma carreira na Espanha que se celebrou a 31 de janeiro de 2019 sobre um percurso de 176,9 km na ilha baleares de Mallorca. A carreira fez parte do primeiro troféu da Challenge Ciclista a Mallorca de 2019.
A carreira fez parte do UCI Europe Tour de 2019, dentro da categoria UCI 1.1. O vencedor foi o espanhol Jesús Herrada da Cofidis, Solutions Crédits seguido do francês Guillaume Martin da Wanty-Gobert e o neerlandês Bauke Mollema da Trek-Segafredo.

## Equipas participantes
Tomaram parte na carreira 24 equipas: 6 de categoria UCI World Team; 10 de categoria Profissional Continental; 7 de categoria Continental e a selecção nacional da Espanha. Formando assim um pelotão de 169 ciclistas dos que acabaram 151. As equipas participantes foram:
| Equipes WorldTeam (6)- Movistar Team - Lotto Soudal - Bora-hansgrohe - Trek-Segafredo - Katusha-Alpecin - UAE Team Emirates Equipes profissionais Continentais (10)- Caja Rural-Seguros RGA - Cofidis, Solutions Crédits - Euskadi Basque Country-Murias - Sport Vlaanderen-Baloise - Direct Énergie - Arkéa-Samsic - Israel Cycling Academy - Wanty-Groupe Gobert - Roompot-Charles - Rally UHC Cycling Equipes Continentais (7)- EvoPro Racing - Bike Aid - Interpro Cycling Academy - Amore & Vita-Prodir - Fundación Euskadi - Team Sauerland NRW p/b SKS GERMANY - Canyon DHB p/b Bloor Homes Equipe nacional- Espanha |
| |

## Classificação final
- As classificações finalizaram da seguinte forma:[3]

| \| Classificação geral \| Classificação geral \| Classificação geral \| Classificação geral \| Classificação geral \| \| Ciclista \| Ciclista \| Equipe \| Tempo \| \| \| ------------------- \| ------------------- \| -------------------------- \| ------------------- \| ------------------- \| \| 1. \| Jesús Herrada \| Cofidis, Solutions Crédits \| 4h12m29s \| \| \| 2. \| Guillaume Martin \| Wanty-Gobert \| + 11s \| \| \| 3. \| Bauke Mollema \| Trek-Segafredo \| + 11s \| \| \| 4. \| Alejandro Valverde \| Movistar Team \| + 11s \| \| \| 5. \| Tim Wellens \| Lotto-Soudal \| + 13s \| \| \| 6. \| Sergio Higuita \| Fundación Euskadi \| + 13s \| \| \| 7. \| Patrick Konrad \| Bora-Hansgrohe \| + 13s \| \| \| 8. \| Fabio Aru \| UAE Team Emirates \| + 16s \| \| \| 9. \| Warren Barguil \| Arkéa-Samsic \| + 16s \| \| \| 10. \| Rafał Majka \| Bora-Hansgrohe \| + 16s \| \| |                    |                            |          |
| |                    |                            |          |
| Fonte: ProCyclingStats |                    |                            |          |
| Classificação geral |                    |                            |          |
| Ciclista | Ciclista           | Equipe                     | Tempo    |
| 1. | Jesús Herrada      | Cofidis, Solutions Crédits | 4h12m29s |
| 2. | Guillaume Martin   | Wanty-Gobert               | + 11s    |
| 3. | Bauke Mollema      | Trek-Segafredo             | + 11s    |
| 4. | Alejandro Valverde | Movistar Team              | + 11s    |
| 5. | Tim Wellens        | Lotto-Soudal               | + 13s    |
| 6. | Sergio Higuita     | Fundación Euskadi          | + 13s    |
| 7. | Patrick Konrad     | Bora-Hansgrohe             | + 13s    |
| 8. | Fabio Aru          | UAE Team Emirates          | + 16s    |
| 9. | Warren Barguil     | Arkéa-Samsic               | + 16s    |
| 10. | Rafał Majka        | Bora-Hansgrohe             | + 16s    |

## UCI World Ranking
O Troféu Ses Salines-Campos-Porreres-Felanitx outorgará pontos para o UCI World Ranking para corredores das equipas nas categorias UCI World Team, Profissional Continental e Equipas Continentais. A seguinte tabela são o barómetro de pontuação e os corredores que obtiveram pontos:
| Posição   | 1.º | 2.º | 3.º | 4.º | 5.º | 6.º | 7.º | 8.º | 9.º | 10.º | 11.º | 12.º | 13.º-15.º | 16.º-25.º |
| Pontuação | 125 | 85  | 70  | 60  | 50  | 40  | 35  | 30  | 25  | 20   | 15   | 10   | 5         | 3         |

| Classificação |                    |                            |        |
| Posição       | Ciclista           | Equipa                     | Pontos |
| ------------- | ------------------ | -------------------------- | ------ |
| 1.º           | Jesús Herrada      | Cofidis, Solutions Crédits | 125    |
| 2.º           | Guillaume Martin   | Wanty-Gobert               | 85     |
| 3.º           | Bauke Mollema      | Trek-Segafredo             | 70     |
| 4.º           | Alejandro Valverde | Movistar                   | 60     |
| 5.º           | Tim Wellens        | Lotto Soudal               | 50     |
| 6.º           | Sergio Higuita     | Fundação Euskadi           | 40     |
| 7.º           | Patrick Konrad     | Bora-Hansgrohe             | 35     |
| 8.º           | Fabio Aru          | UAE Emirates               | 30     |
| 9.º           | Warren Barguil     | Arkéa Samsic               | 25     |
| 10.º          | Rafał Majka        | Bora-Hansgrohe             | 20     |